# A Song Is Born
A Song Is Born è un brano musicale interpretato da Ayumi Hamasaki e Keiko per il progetto no profit della Avex Song Nation, istituito per raccogliere fondi per aiutare le vittime degli Attacchi terroristici dell'11 settembre 2001 del World Trade Center. Il brano è stato composto da Tetsuya Komuro, ma a differenza degli altri due brani del progetto, The Meaning of Peace (duetto fra BoA e Koda Kumi) e Lovin' It (duettro fra Namie Amuro e Verbal degli M-Flo), il testo è stato scritto da Ayumi Hamasaki. Nell'album della cantante I am... è presente il brano cantato esclusivamente dalla Hamasaki.

## Tracce
CD singolo AVCD-30329
Testi e musiche di Ayumi Hamasaki e Tetsuya Komuro.
1. A Song Is Born (Original Mix)
2. A Song Is Born (TV Mix)

Durata totale: 12:03

## Classifiche
| Classifica (2001)           | Posizione più alta |
| --------------------------- | ------------------ |
| Oricon Weekly Singles Chart | 1                  |